# Федоровская (Усть-Кубинский район)
Федоровская — деревня в Усть-Кубинском районе Вологодской области.
Входит в состав Троицкого сельского поселения, с точки зрения административно-территориального деления — в Троицкий сельсовет.
Расстояние по автодороге до районного центра Устья — 44,5 км, до центра муниципального образования Бережного — 2,5 км. Ближайшие населённые пункты — Овригино, Ивановская, Костинская, Заовражье.
По переписи 2002 года население — 8 человек.